# Felsőcsöpöny
Felsőcsöpöny (szlovákul Horný Čepeň, németül Ober-Chepen) Szered város  településrésze, korábban önálló község Szlovákiában, a Nagyszombati kerületben, a Galántai járásban.

## Fekvése
Szered központjától 2 km-re északra, a Vág jobb partján fekszik.

## Története
Írásos források 1431-ben említik először.
Vályi András szerint "Felső Csöpöny. Elegyes magyar, és tót falu az előbbeninek szomszédságában, birtokosai külömbféle Urak, lakosai katolikusok, határja gazdag, vagyonnyai is nevezetesek, fája, réttye, legelője nádgya elég, első Osztálybéli."
Fényes Elek szerint "Felső-Csöpöny, (Ober-Csepen), tót falu, Pozson vgyében, 337 kath., 19 zsidó lak. F. u. többen.
" 
A trianoni békeszerződésig Pozsony vármegye Nagyszombati járásához tartozott. 1964-ben Szeredhez csatolták.

## Népessége
1910-ben 331, többségben szlovák lakosa volt, jelentős magyar kisebbséggel.

## Külső hivatkozások
- Felsőcsöpöny Szlovákia térképén